# Самбор-Прей-Кук

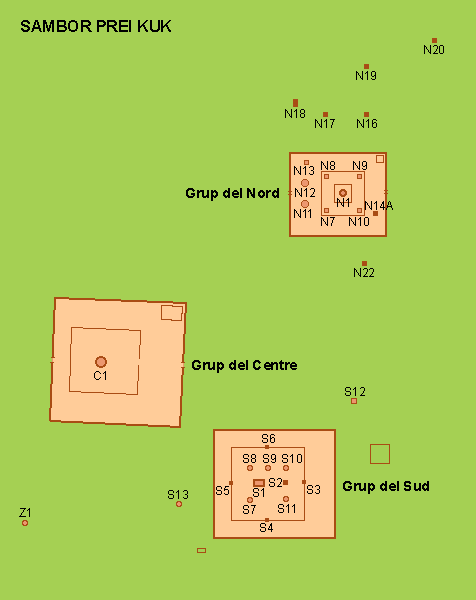
План комплекса

Археологический комплекс Самбор-Прей-Кук находится примерно в 25 км к северу от города Кампонгтхом в Камбодже. Начиная с VII века н. э. здесь возник город, который назывался Ишанапура и был одной из столиц царства Ченла. Руины Ишанапуры в 2017 году объявлены ЮНЕСКО памятником Всемирного наследия.

## Ишанапура — столица Ченлы
Местность, очевидно, была заселена с эпохи неолита. Рождение города связано с первыми «историческими» правителями Ченлы — братьев или кузенов Бхававармана I и Махендравармана (или Читрасены). Первый из них правил во второй половине VI в.н. э. на восточной части земель, унаследованных от отца, — в Бхавапуре, городе, который, скорее всего находился в районе Самбор-Прей-Кука. Второй правил на западной части земель. После смерти Бхававармана I в 598 или 600 г. Махендраварман унаследовал от него восточные земли.
Около 612 или 616 г. его сменил Ишанаварман I, который правил около 20 лет. При нём и была построена новая столица — Ишанапура.
Вслед за Бхававарманом II, о царствовании которого мало известно, около 655—657 г. в Ченле воцарился Джаяварман I, традиционно считающийся последним правителем единой Ченлы. При нём настал необычный для истории Камбоджи длительный период политической стабильности, о чём свидетельствует и восхождение на трон его дочери Джаядеви около 700 г.. Найденные надписи свидетельствуют о том, что король-воин во время своего правления занимался расширением своих территорий и перенес столицу из Ишанапуры в другое место, возможно, в Бантеай Прей Нокор, который позже стал одной из столиц первого ангкорского правителя Джаявармана II.
Значение Ишанапуры в последующие века снизилось, однако, она оставалась важным центром также и в ангкорский период; храмы там строились вплоть до X века. Как и многие города империи, к XV веку Ишанапура была заброшена, чтобы быть заново «открытой» исследователями в начале XX века.

## Описание
Самбор-Прей-Кук находится в долине реки Сен, которая идет параллельно Меконгу и впадает в озеро Тонлесап. В окружности 1 км расположены три основных комплекса религиозных сооружений (Анри Пармантье в 1927 году классифицировал их как Северный, Центральный и Южный), они огорожены и ориентированы примерно на восток, в окрестностях комплекса находятся руины более сотни менее значимых храмов и святилищ, частично покрытые джунглями.
Северный комплекс находится наиболее близко к подъездной дороге, с которой он виден.
Он также известен под местным названием Прасат Самбор и включает в себя как более старые постройки, так и сооружения и надписи X века, то есть уже ангкорского периода. Комплекс посвящён Гамбхирешваре, воплощению Шивы.
Центральная квадратная башня (N1 по классификации Пармантье) имеет четыре входа, что уникально для кхмерской архитектуры.
Центральный комплекс относится к концу VII века. Сегодня можно увидеть только центральную башню (С1) в плохом состоянии, массивное здание из кирпича, 8 м на 6 м на приподнятом фундаменте. В башне есть вход с северной стороны, с трех других сторон — фальш-двери. Местное название — Прасат Тао (Храм Львов), две восстановленные статуи ревущих львов охраняют с двух сторон лестницу, ведущую на фундамент.
Южный комплекс считается наиболее древним, его относят ко времени царствования Ишанавармана I. Он окружен двойной стеной и имеет входы с востока и запада. Главное святилище (S1) является наиболее сохранившимся из группы. Оно прямоугольной формы, и сверху «накрыто» усеченной пирамидой. Имеется единственный вход с востока, внутреннее помещение имеет размеры 9.05 м на 5.21 м. Согласно надписям, здесь размещались друг напротив друга золотая статуя Шивы и серебряная статуя Нанди.

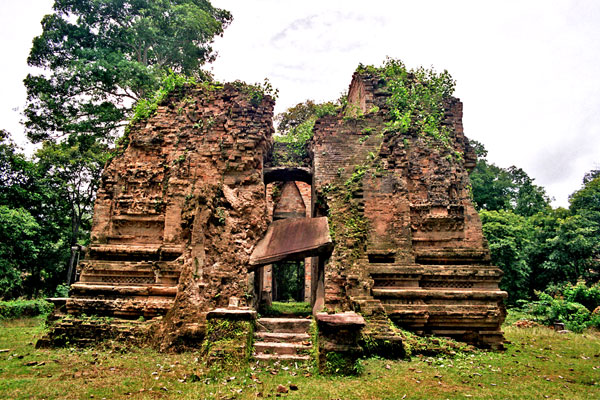
Центральная башня Северного комплекса (N1)
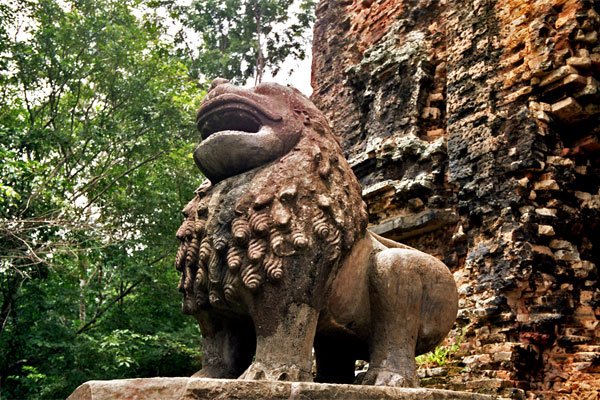
Центральный комплекс (С1)
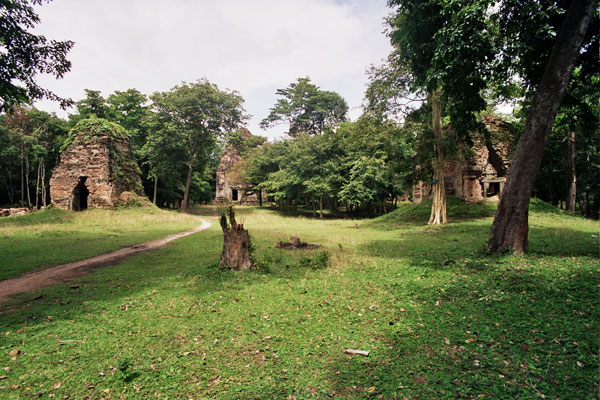
Южный комплекс